# Сарбулацький сільський округ (Казалінський район)
Сарбулацький сільський округ (каз. Сарбұлақ ауылдық округі, рос. Сарбулакский сельский округ) — адміністративна одиниця у складі Казалінського району Кизилординської області Казахстану. Адміністративний центр та єдиний населений пункт — село Сарбулак.
Населення — 476 осіб (2021; 404 у 2009, 499 у 1999, 999 у 1989).
Станом на 1989 рік існувала Майлибаська сільська рада (села Аксуат, Кентуп, Сарибулак, Сортубек, селища Байхожа, Майлибас). Пізніше села Сарбулак та Сортубек утворили окремий Сарбулацький сільський округ. 2018 року було ліквідовано село Сортубек.

## Склад
До складу округу входять такі населені пункти:
| Населений пункт | Колишні назви | Населення, осіб (1989) | Населення, осіб (1999) | Населення, осіб (2009) | Населення, осіб (2021) |
| --------------- | ------------- | ---------------------- | ---------------------- | ---------------------- | ---------------------- |
| Сарбулак, село  | -             | 732                    | 413                    | 379                    | 476                    |
| Сортубек, село  | -             | 267                    | 86                     | 25                     | -                      |